# Johannes Lublink

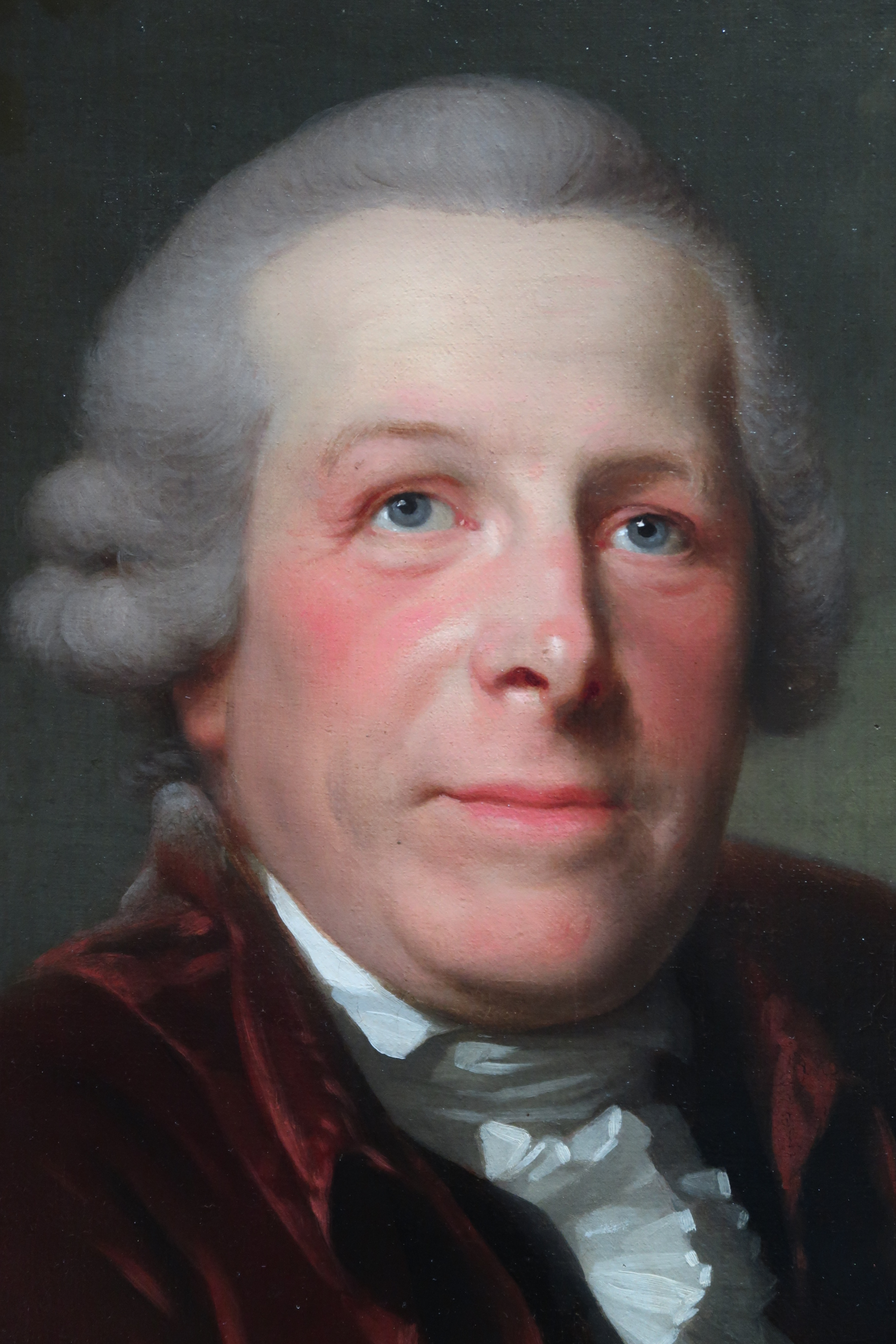
J.F.A. Tischbein, portret van Johannes Lublink junior

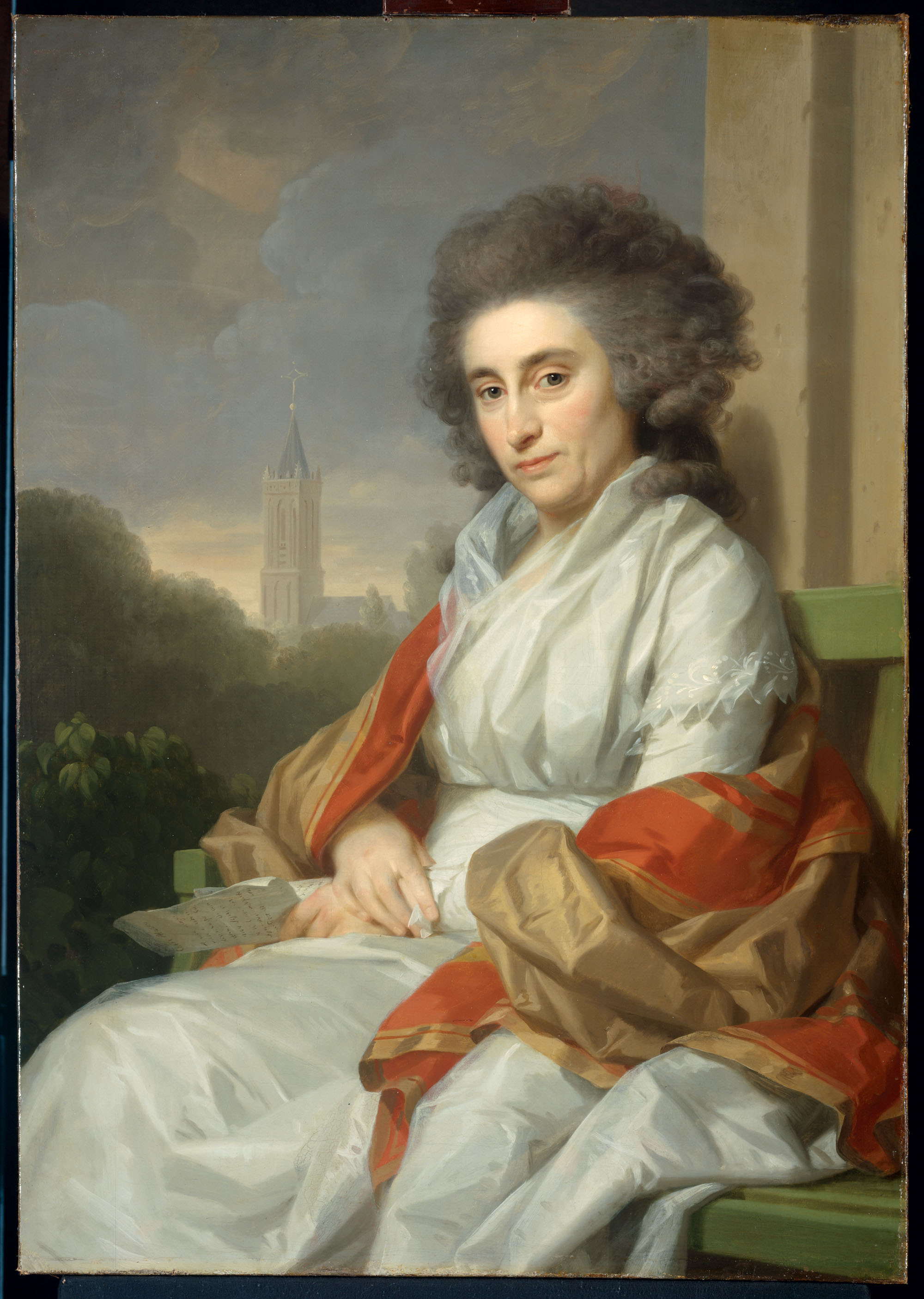
J.F.A. Tischbein, portret van portret Cornelia Rijdenius. Vervaardigd tussen 1790 en 1795. Collectie Rijksmuseum.

Johannes Lublink (Amsterdam, 2 februari 1736 - Utrecht, 24 november 1816) was tabakshandelaar, schrijver, genootschapsman en volksvertegenwoordiger.

## Culturele ontwikkeling
In zijn jeugd stond hij bekend als een wonderkind. Hij sprak acht talen, was goed in wiskundige vakken, speelde verschillende muziekinstrumenten en schreef ook zelf muziekstukken. De componist F. Richter bestempelde hem in 1760 als een virtuoos op de viool. De Italiaanse vioolvirtuoos Gaetano Pugnani droeg zijn Opera Terzo aan hem op. Hij kon goed tekenen en schilderen en kreeg samen met Cornelis Ploos van Amstel, met wie hij levenslang bevriend bleef, les van Jacob de Wit. In 1764 bouwde met een tweetal vrienden, een manege aan de Utrechtse Dwarsstraat. Op de bovenzaal richtte hij een theatertje in met de naam Utile et Amusant, waar hij de volgende jaren met zijn genootschap Diligentiae Omnia regelmatig zou optreden. Rond zijn twintigste levensjaar sloot hij zich aan bij de kring van schrijvers die bij elkaar kwam in de winkel van de doopsgezinde uitgever en boekhandelaar Pieter Meijer (1718-1781), gevestigd op de Vijgendam, de huidige Dam. Tussen beiden ontstond een sterke vriendschapsband. Meijer benoemde hem samen met Nicolaas Simon van Winter, tot voogd van zijn kinderen.  Bij Meijers overlijden in 1782 was Lublink een van zijn executeurs testamentair.

## Literaire ontwikkeling
In de uitgeverij van Pieter Meijer functioneerde Lublink al snel als diens rechterhand: hij werkte met hem samen in verschillende grote projecten, zoals de nieuwe berijming van de Lutherse zangbundel, de tijdschriften Algemeene Oefenschoole en het spraakmakende De Rhapsodist en de uitgave van de Fabelen en Vertelsels van C.F. Gellert. Hij was een gewaardeerd schrijver en vertaler en een smaakbepalende recensieschrijver. Lublinks biograaf C. Westerbaen beschreef de uitgangspunten van Lublinks kritiek als volgt: 
IJdel en dwaas is de roem, waar geen nut bedoeld wordt: dit was, immer, zijn hoofdregel, bij welken hij steeds vasthield, dat elke verlichting, die niet met ’s menschen tijdelijk en eeuwig geluk eenen gelijken tred houdt, allergevaarlijkst is.
Samen met zijn vader bouwde hij aan een kunstverzameling die uit binnen- en buitenland bezoekers trok. 

## Genootschapsman
Lublink gebruikte de opkomende genootschapscultuur van zijn tijd om zijn ideeën over mens en maatschappij te verspreiden. Hij was bestuurslid van een zevental genootschappen: Diligentiae Omnia; de Maatschappij tot Redding van Drenkelingen; Libertate et Concordia; Concordia et Libertate; de Hollandsche Maatschappij van Wetenschappen; de De Oeconomische Tak van de Hollandsche Maatschappij van Wetenschappen en het Vaderlandsch Fonds/ Kweekschool voor de Zeevaart. Daarnaast was hij lid van Provinciaal Utrechtsch Genootschap van Kunsten en Wetenschappen; de Maatschappij der Nederlandsche Letterkunde; het Gezelschap ter Beoefening der Proefondervindelijke Natuurkunde en de Tweede klasse van het Koninklijk Instituut.

## Politieke loopbaan
Voorstander van de één en ondeelbaarheid van het land. Vooruitstrevende moderaat. 
- 11 april 1796 tot 10 november 1796: lid Eerste Nationale Vergadering (126 leden) voor district Weesp, als eerste plaatsvervanger voor Mr. J.G. Luyken.
- 1 september 1797 tot 22 januari 1798: lid Tweede Nationale Vergadering (126 leden) voor district Weesp. Na de ‘staatsgreep’ van 22 januari dient hij de volgende dag als spijtoptant zijn ontslag in. De Tweede Nationale Vergadering functioneert van 1 september 1797 tot 22 januari 1798.
- 30 juli 1799 tot 29 juli 1800: lid Tweede Kamer, Vertegenwoordigend Lichaam (30 leden) Jaarlijks vernieuwing van een derde deel van de leden. Gekozen in het district Gorinchem. Ten tijde van de Engels-Russische inval voorzitter Algemene Vergadering en Vertegenwoordigend Lichaam op 30 juli 1799 en van 11-25 september 1799. Op 12 juli 1800 zijn er in het vierde district (district Ye) in Amsterdam tussentijdse verkiezingen waarin hij tot lid van de volksvertegenwoordiging wordt verkozen.
- 29 juli 1800 tot 17 oktober 1801: lid Tweede Kamer, Vertegenwoordigend Lichaam (30 leden) Jaarlijks vernieuwing van een derde deel van de leden voor het district Amsterdam VI (op 12 juli gekozen door 40 grondvergaderingen). Op 30 mei 1800 gekozen als eerste plaatsvervanger in Gorinchem. Voorzitter Tweede Kamer, Vertegenwoordigend Lichaam, van 14 juni 1801 tot 28 juni 1801.
- 2 november 1801 tot 29 april 1805: lid Wetgevend Lichaam (35 leden), benoemd voor Holland. Het Wetgevend Lichaam komt tweemaal per jaar enkele weken bijeen. Voorjaar 1802 benoemd in voorbereidende adviescommissie. Voorzitter Wetgevend Lichaam, van 16 oktober 1802 tot 1 december 1802. In het najaar van 1804 benoemd in voorbereidende adviescommissie.

## Politieke verdiensten
Opsteller Rapport Scheiding van Kerk en Staat; Werkzaam in meer dan 70 commissies, soms jarenlang, waaronder de commissie humanisering wetboek. Zijn belangrijkste wapenfeiten betreffen de realisering van een systeem van nationaal onderwijs en een systeem van nationale armenzorg. Deze door de staat georganiseerde welzijnspolitiek was een volstrekte vernieuwing in het denken over de inrichting van een maatschappij. Bij zijn afscheid in 1805 bewaakte de staat via een systeem van schoolopzichters de kwaliteit van het onderwijs. Met steun van de Maatschappij tot Nut van ’t Algemeen kwam men nu tot de oprichting van moderne scholen, waar werd lesgegeven volgens de methoden van de filantropijnse onderwijsvernieuwers. De nadruk lag op nieuwe vakken zoals aardrijkskunde, natuurlijke historie en geschiedenis. De morele opvoeding verliep onder meer via een boekenlijst die naar leesniveau was opgesteld en waarin de vorming van het ‘hart’, het gevoel, een belangrijke plaats innam. Het religieus onderwijs was gericht op het aanleren van de algemeen christelijke basiswaarden van gelijkheid, tolerantie, rechtvaardigheid en liefde voor de medemens. Als eerste land in Europa was de Bataafse Republiek erin geslaagd om een toegankelijk systeem van nationaal lager onderwijs te ontwikkelen dat voldeed aan de modernste inzichten van de Verlichting. 

## Familieleven
Zijn vader was Johannes Lublink (1696 - 1780), zijn moeder Maria van Duisburgh (of Duisberg) (1707 - 1758). In 1765 maakte hij kennis met Cornelia Rijdenius (1746 - 1826), met wie hij in 1771 trouwde. In 1772 werd hun enige kind Maria Lublink geboren (1772 - 1819). In 1791 trouwde dochter Maria met de weduwnaar Theodorus Johannes Weddik Wendel (1754 - 1815) Uit dit huwelijk werden zes kinderen geboren. In de jaren 1780 verliep de tabaksspinnerij aan de Buitenkant in Amsterdam en Lublink was gedwongen al zijn bezittingen, inclusief de schilderijenverzameling te verkopen. De familie woonde vanaf 1787 op hun buitenplaatsje Stadwijk in Eemnes, toen dat bouwvallig werd, woonde de familie enkele jaren op Drakestein in Soest, maar toen Lublink rond 1806 geheel blind was geworden, woonde de familie in een pension. Lublink werd zonder enig teken begraven op een buitenbegraafplaats in Zeist.